# Cluj Arena
De Cluj Arena is een multifunctioneel stadion in de Roemeense stad Cluj-Napoca. Het stadion wordt gebruikt vanaf 2011 en is door UEFA geclassificeerd als een stadion in categorie 4. In het stadion passen 30.000 toeschouwers.

## Geschiedenis
Al tussen 1908 en 1911 werd er in Cluj een stadion gebouwd. Het eerste stadion was nog vooral van hout gemaakt en er was plek voor 'slechts' 1.500 toeschouwers. In 1961 kwam er een uitbreiding met nieuwe tribunes; de capaciteit werd vergroot tot 28.000. Deze toeschouwers namen nog steeds plaats op houten stoelen. De oude tribunes werden verplaatst. Het stadion was toen vernoemd naar Ion Moina, Europa's snelste sprinter van dat moment.
Vanaf 20 november 2008 werd dit oude stadion afgebroken voor de bouw van een nieuw stadion. Op 16 juli 2009 werd begonnen aan die bouw, en op 1 oktober 2011 werd het stadion officieel geopend. Een week later hield de band Scorpions een concert in dit stadion. De eerste wedstrijd was een vriendschappelijk duel tussen Universitatea Cluj en Kuban Krasnodar. Op 17 oktober volgde het eerste competitieduel tussen Universitatea Cluj en FC Brasov.

## Gebruik
Het stadion wordt gebruikt voor voetbalwedstrijden, onder andere voor internationale wedstrijden van het Roemeense elftal. In dit stadion werden ook Europese wedstrijden gespeeld, zoals wedstrijden in Europa League van CS Pandurii Târgu Jiu in 2013-2014. Ook competitiewedstrijden in Nationale voetbalkampioenschap. Behalve voetbal zijn er ook regelmatig rugbywedstrijden. De rugbyclub CS Universitatea Cluj-Napoca speelt er wedstrijden in de competitie. En het stadion wordt gebruikt voor concerten. Zoals het concert van Smokie op 9 oktober 2011. Maar ook UB40 en Deep Purple hebben hier opgetreden.

## Afbeeldingen

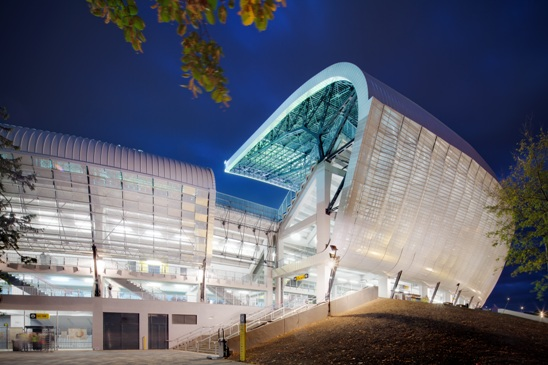
Cluj Arena 's avonds
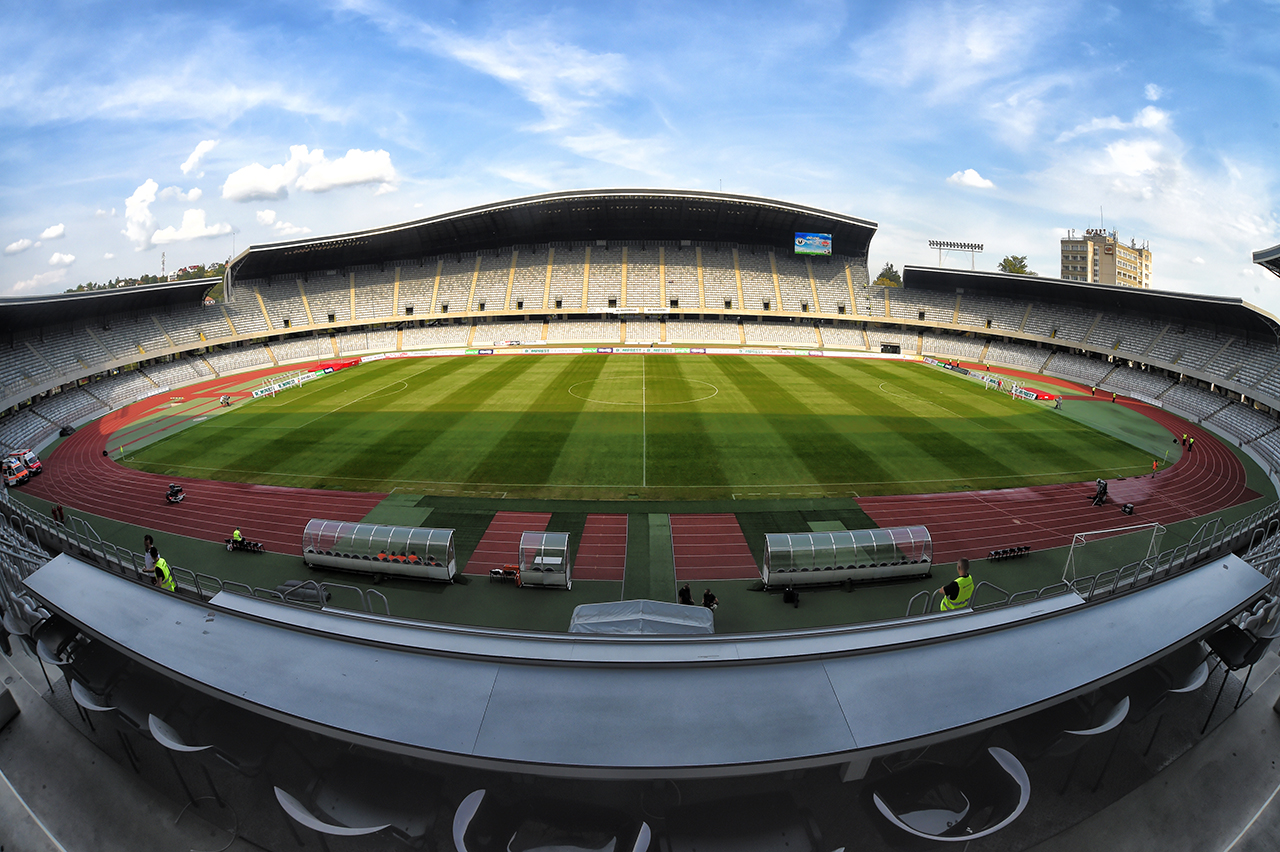
Binnenkant
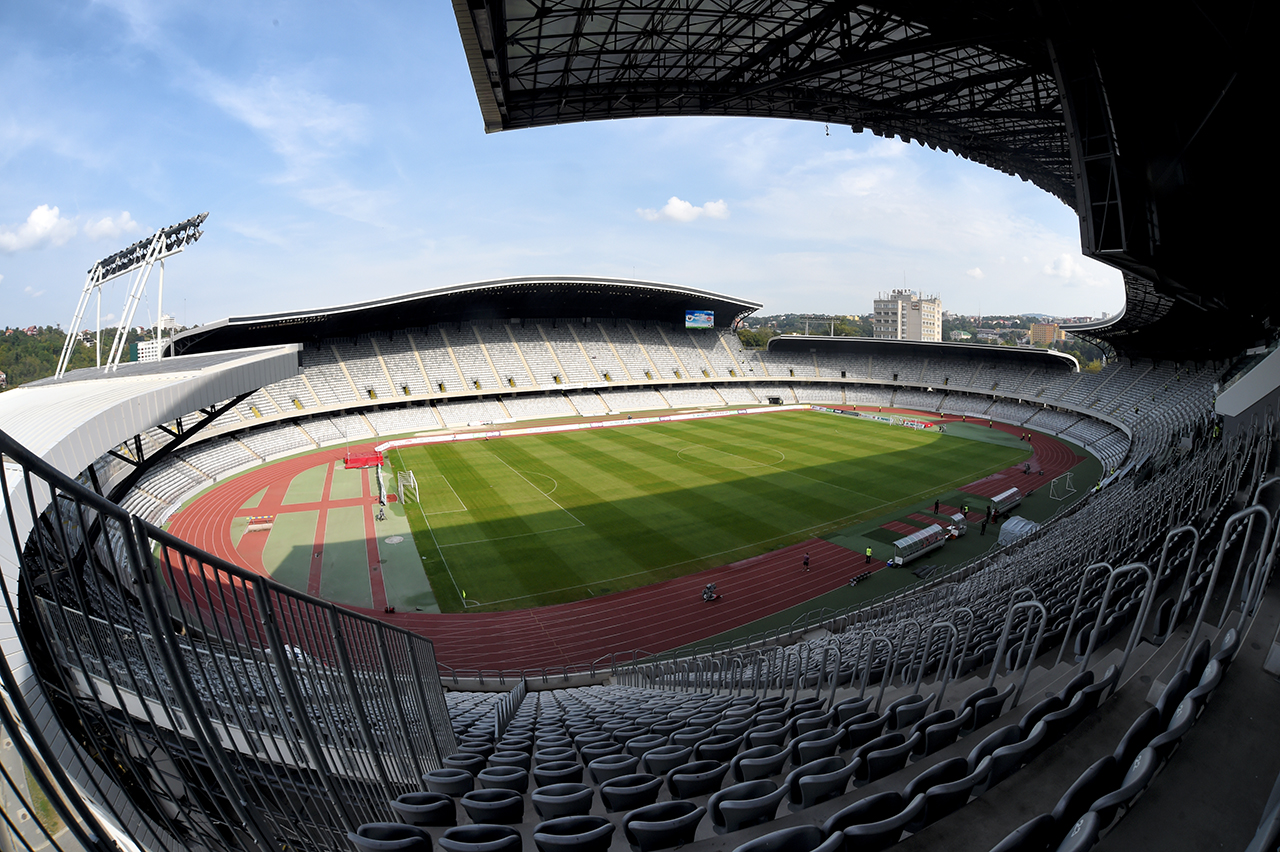
Binnenkant
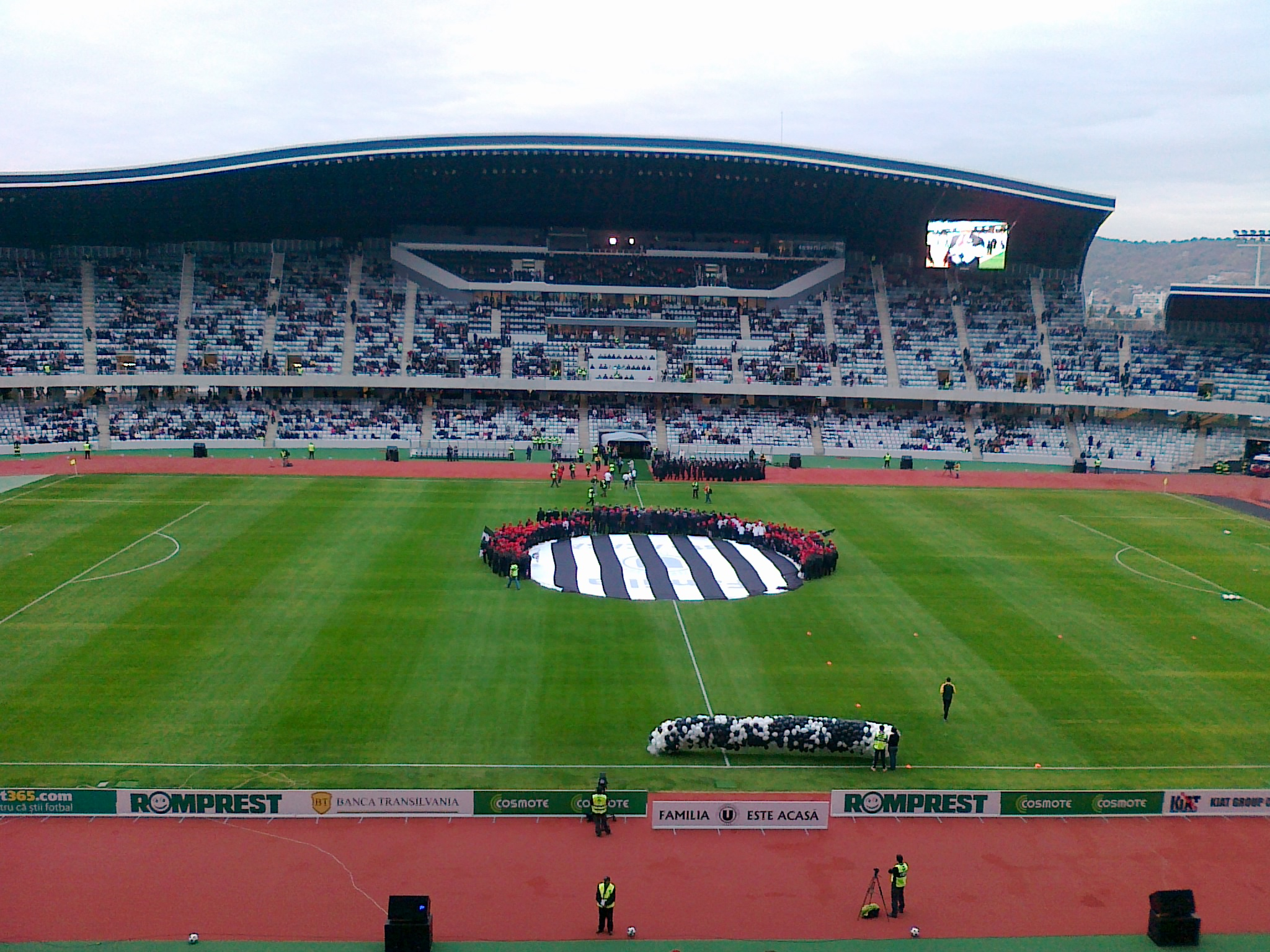
De eerste wedstrijd op 11 oktober 2011
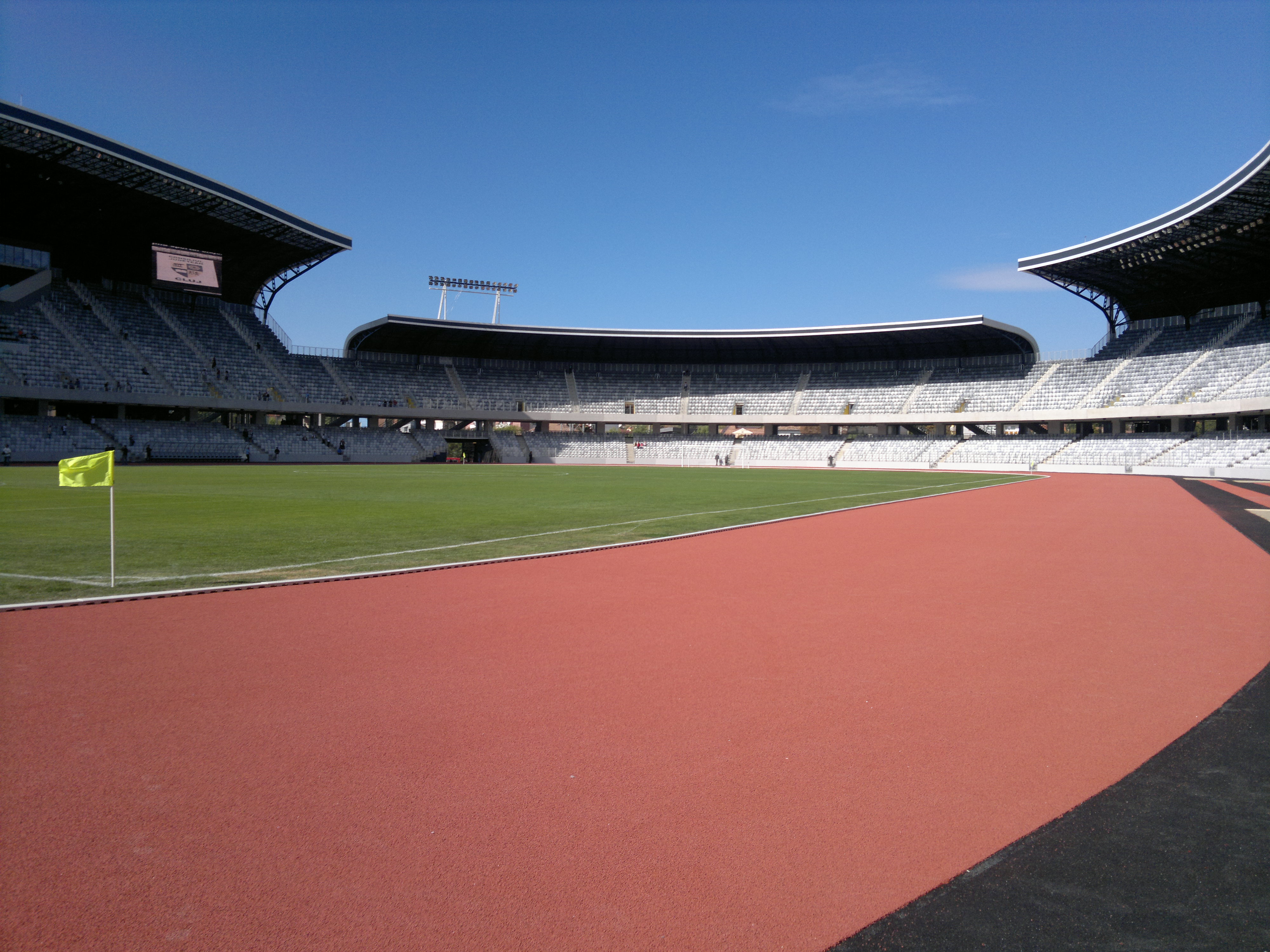
Zicht op het stadion vanaf de atletiekbaan